# Xalitla genuina
Xalitla genuina là một loài bọ cánh cứng trong họ Cerambycidae.